# تنقلات
تنقل‌، لَب‌چَره یا اسنک (به انگلیسی: Snack) خوراکی‌ای است که معمولاً به صورت میان‌وعده صرف می‌شود؛ بدین معنا که به صورت یک وعده غذایی کامل مصرف نمی‌شود بلکه برای برطرف ساختن موقتی گرسنگی میان‌وعده‌های اصلی غذایی خورده می‌شود.

## واژه
تنقلات، شکل جمع کلمه تنقل، از ریشهٔ اسم عربی «تنقل». چیزی را نقل کردن  چیزی را نُقل شراب گردانیدن، خوردن چیزی را پس از آشامیدن شراب هر چیزی که به‌طور مزه گاه گاه خورند مانند آجیل و حلوا و جز آن و «گاگا» و «لب چرا» نیز می‌گویند. تنقل‌ها و آجیل‌ها و شیرینی‌ها و هر چیزی که کم‌کم و گاه‌گاه می‌خورند.

## نگارخانه

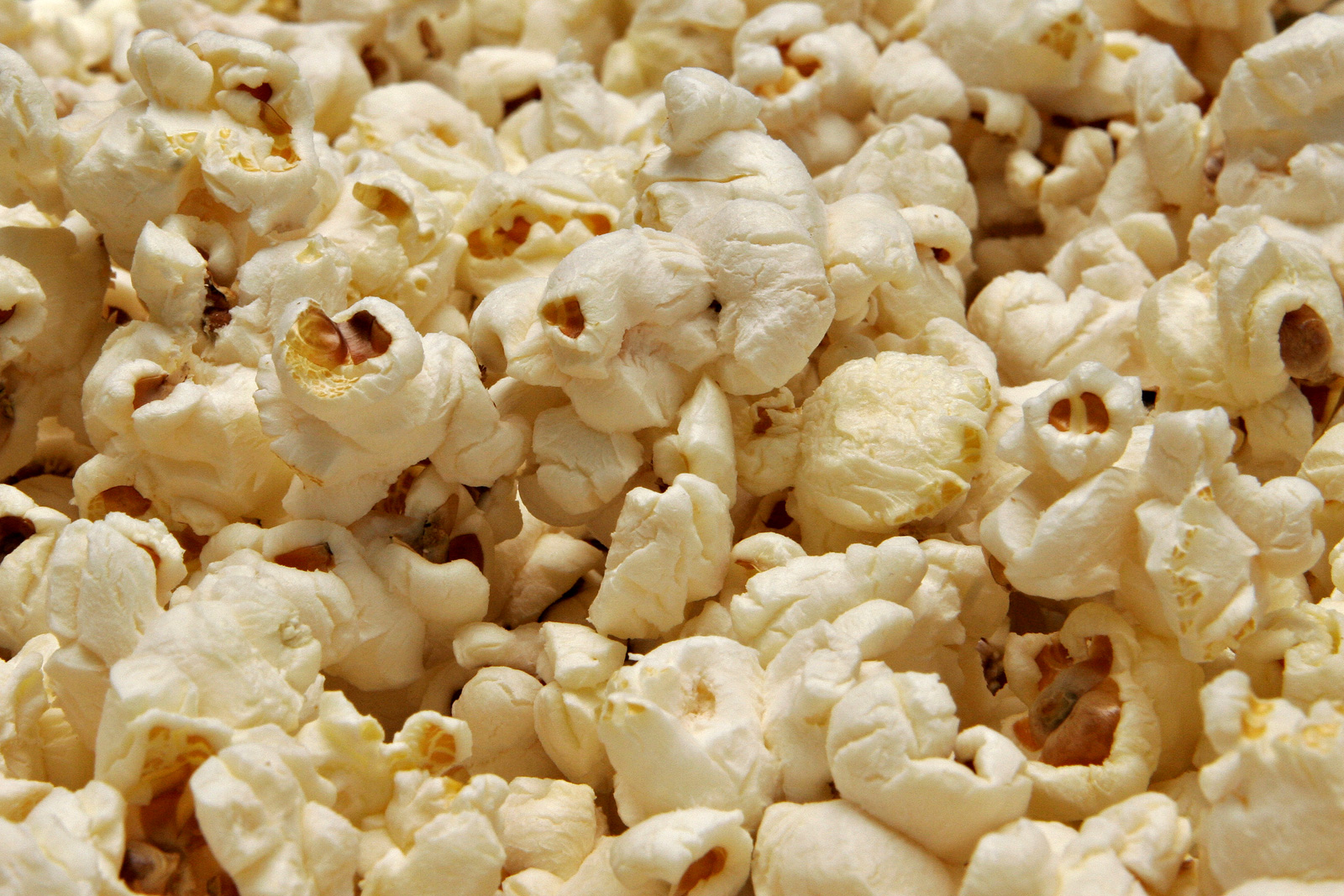
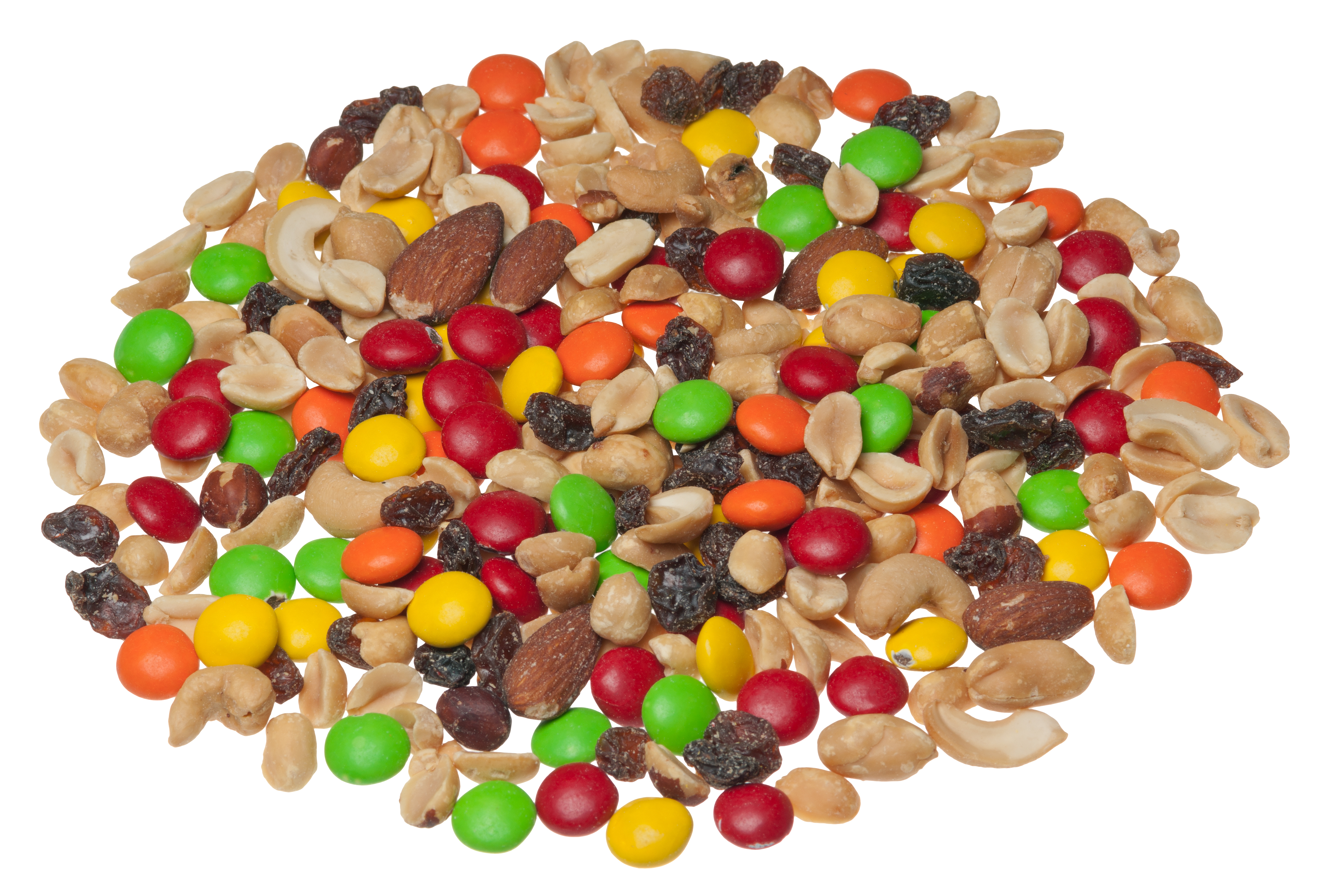
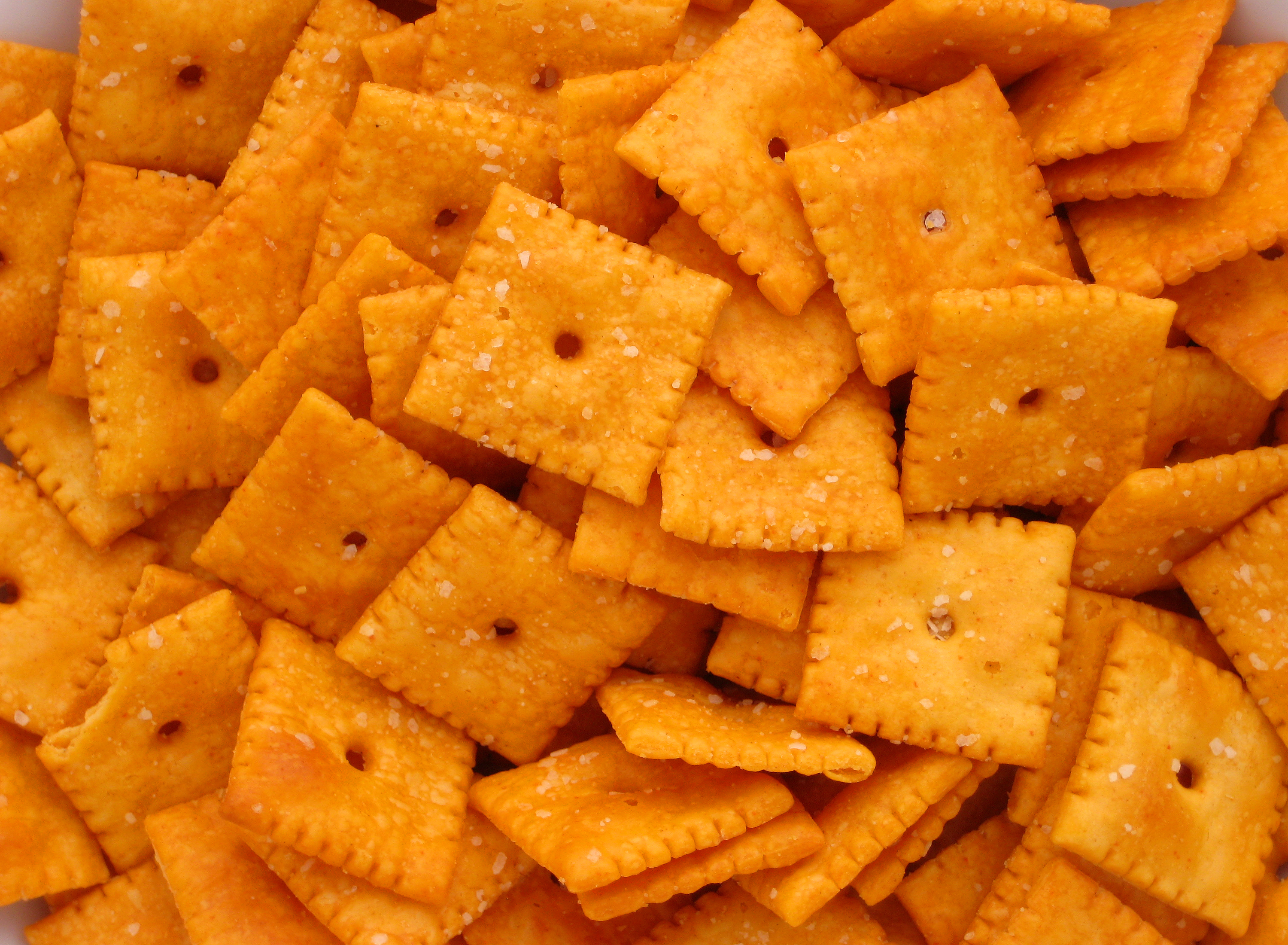
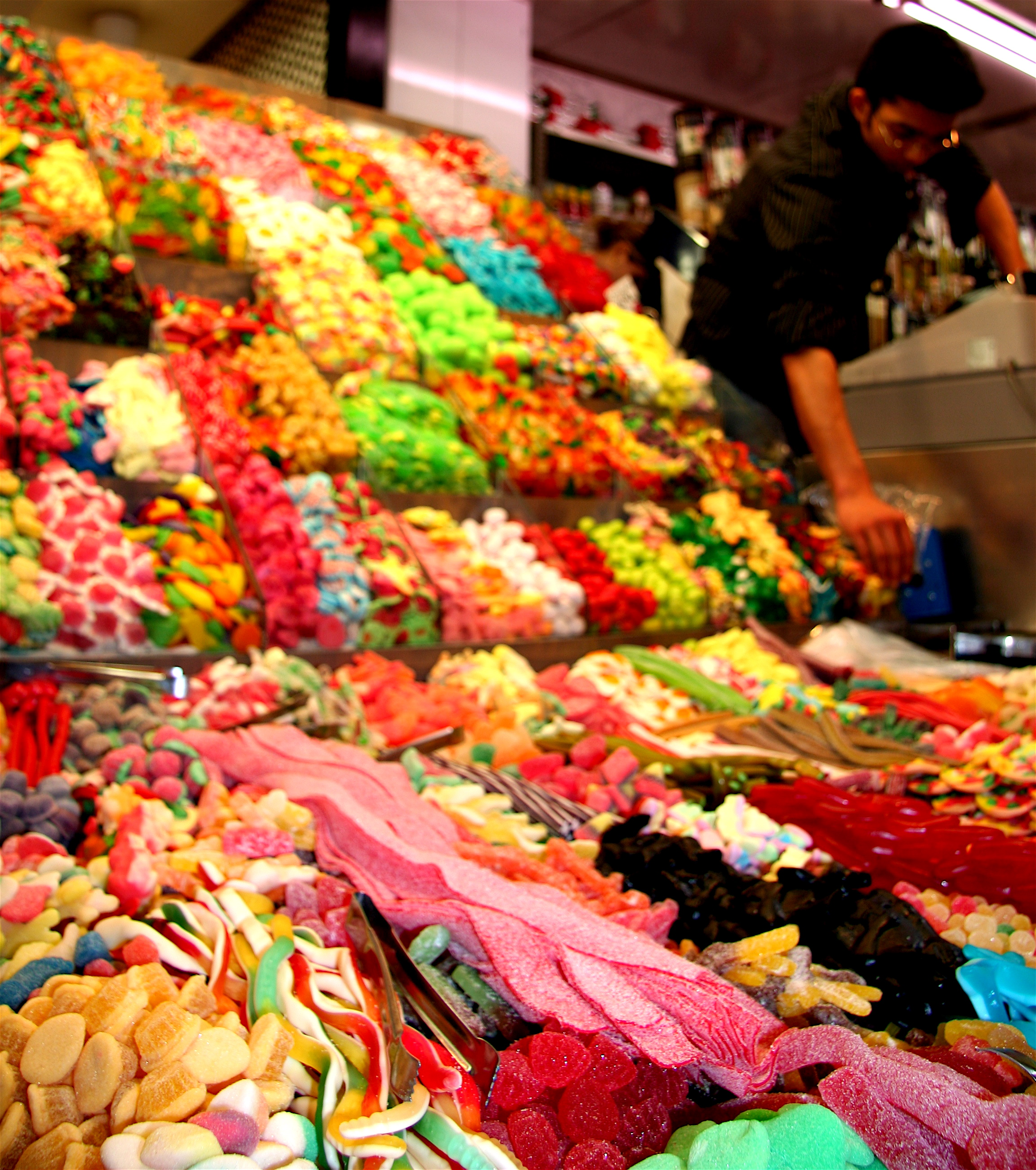
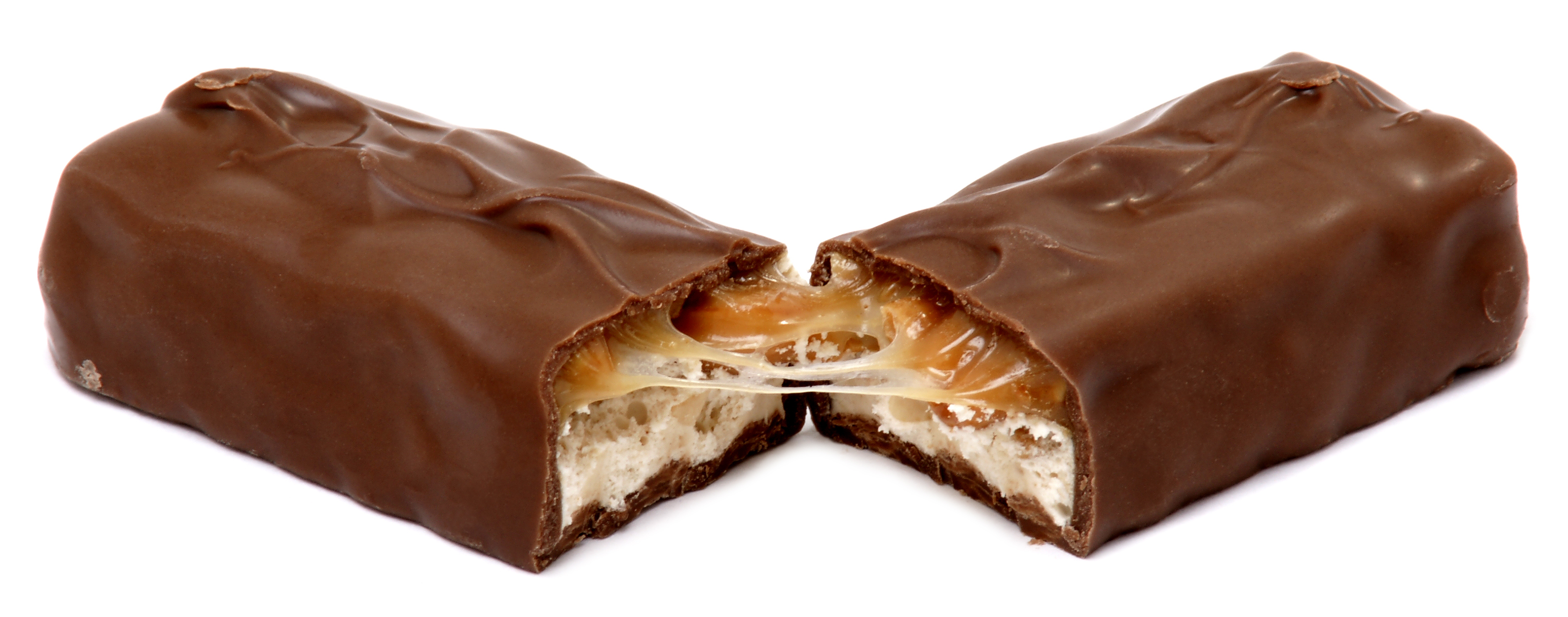
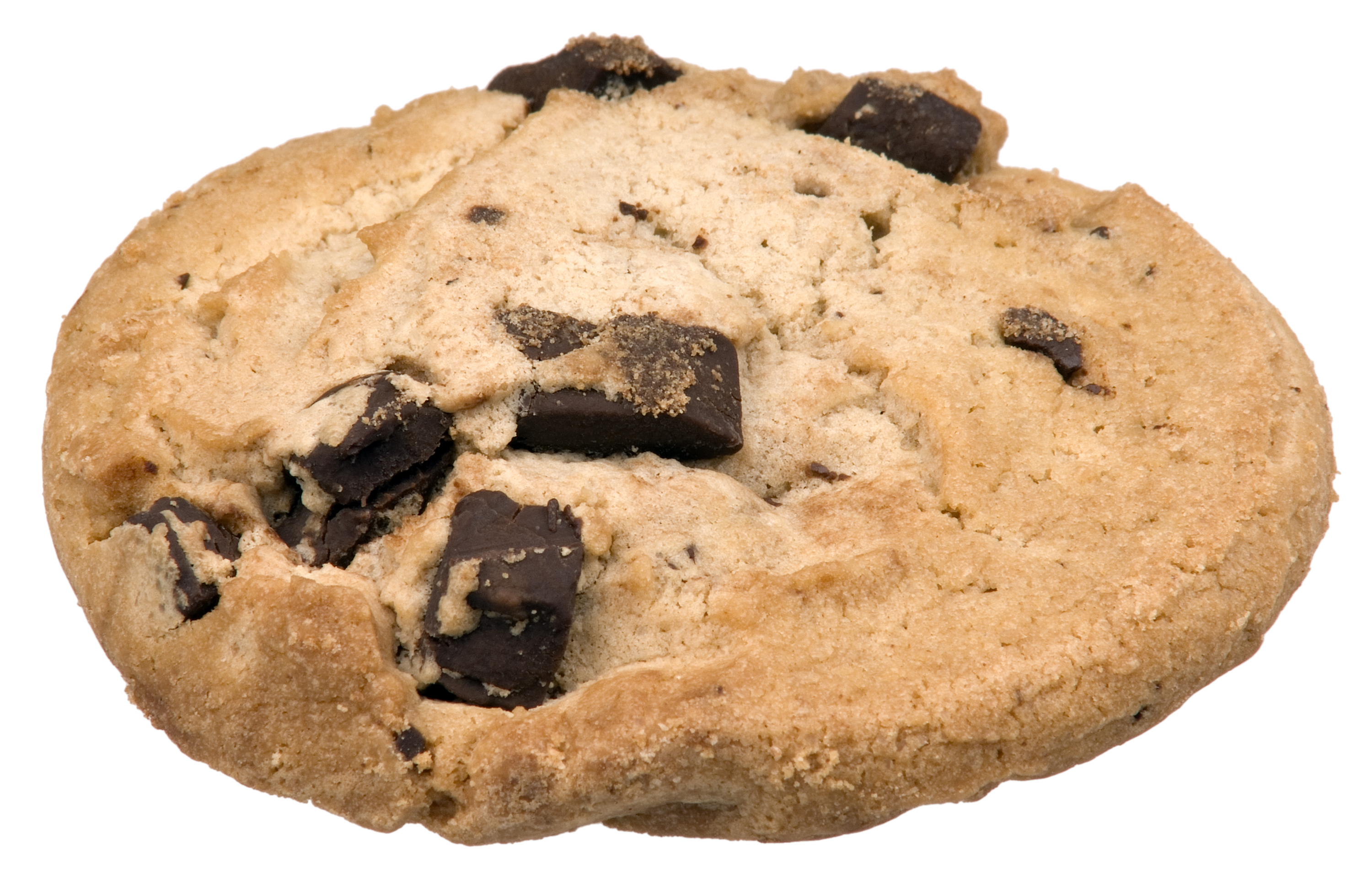
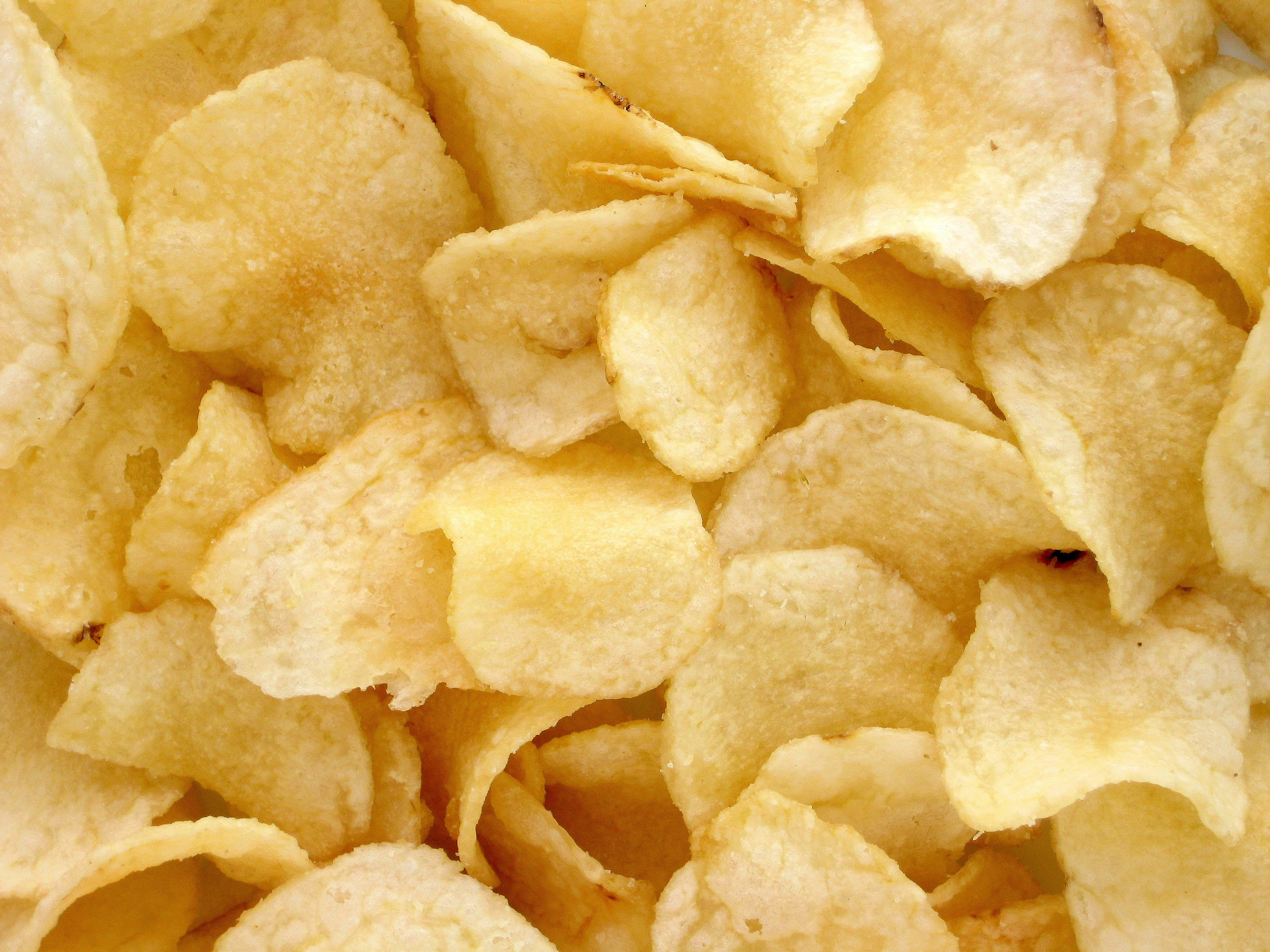
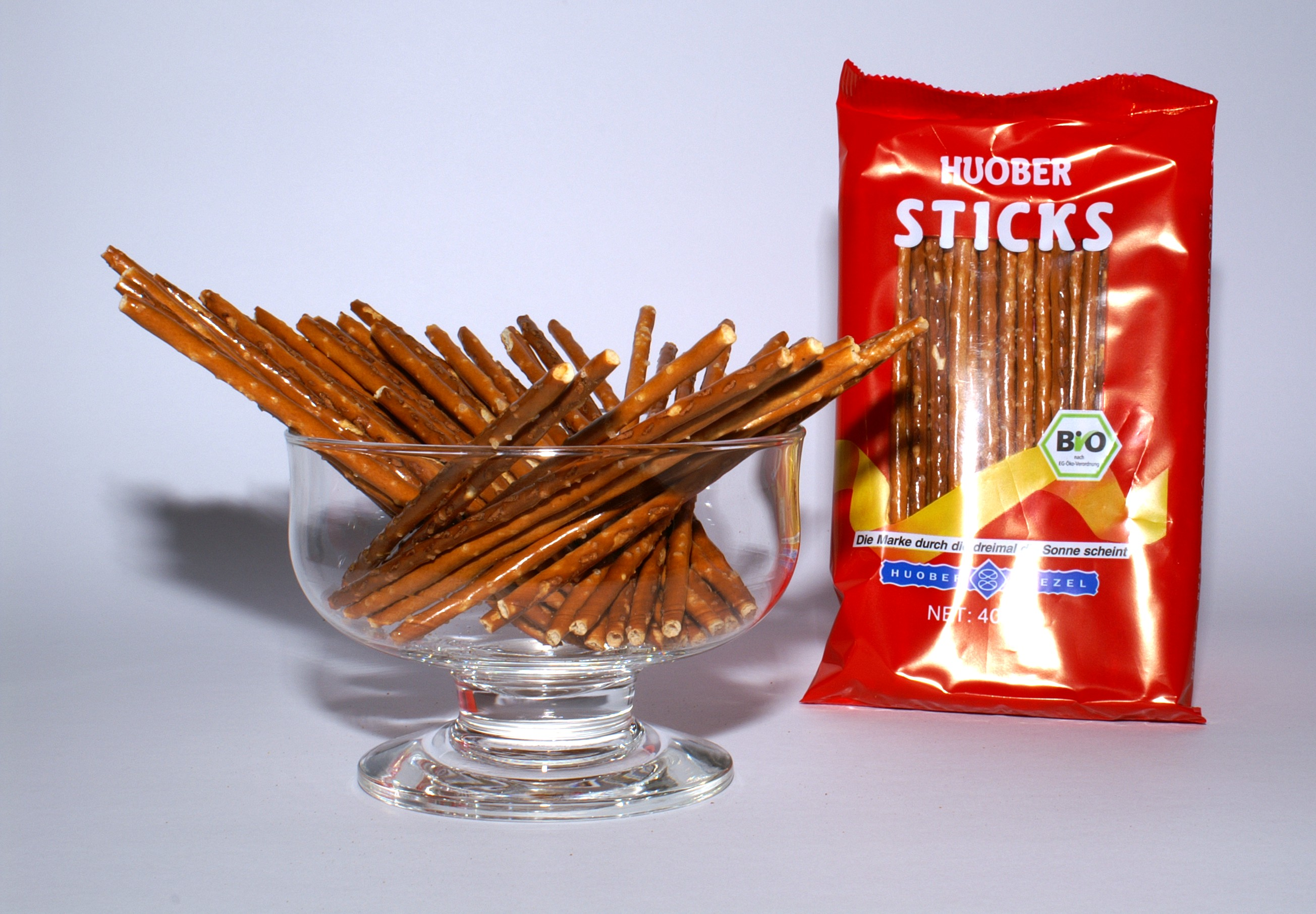
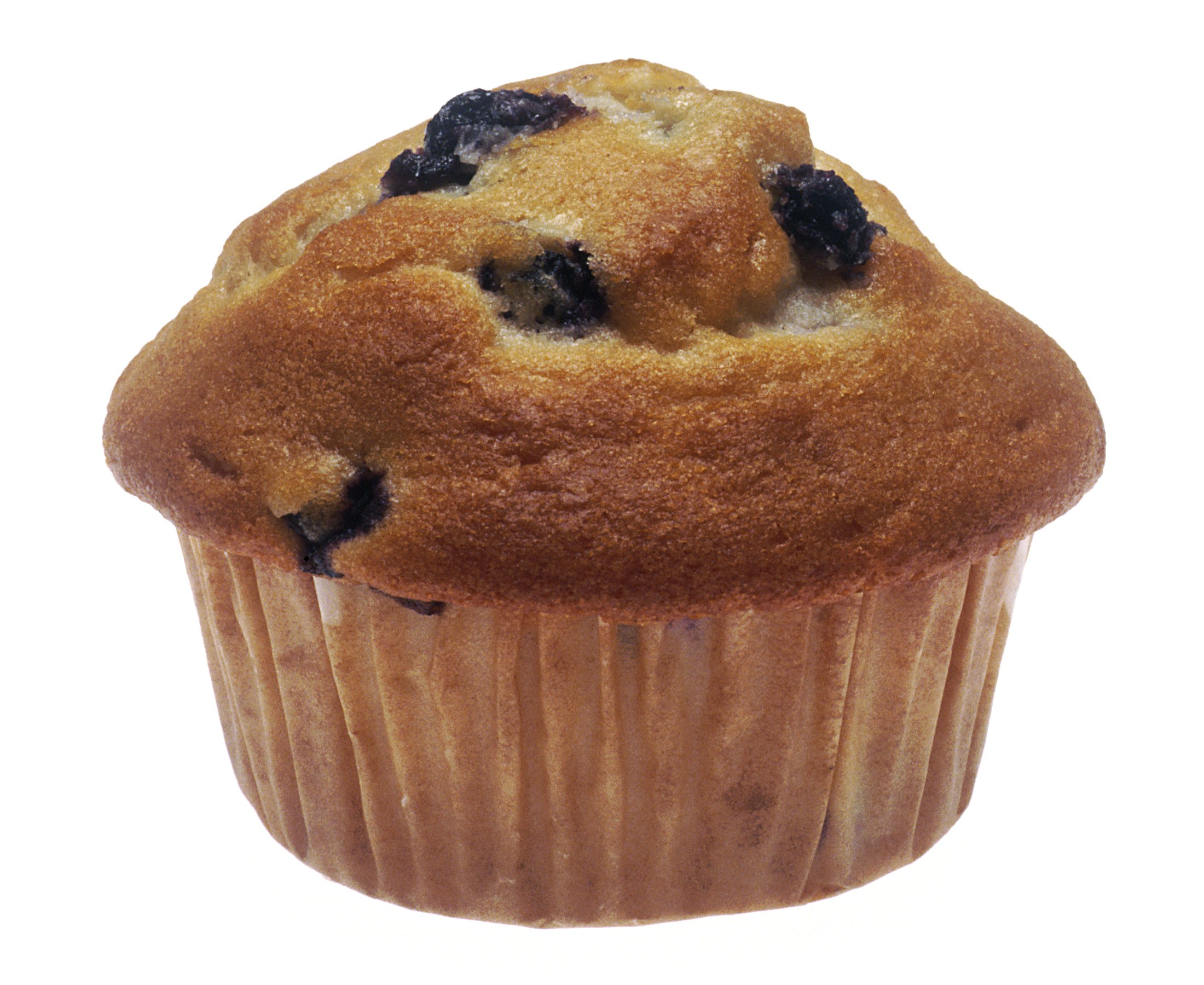
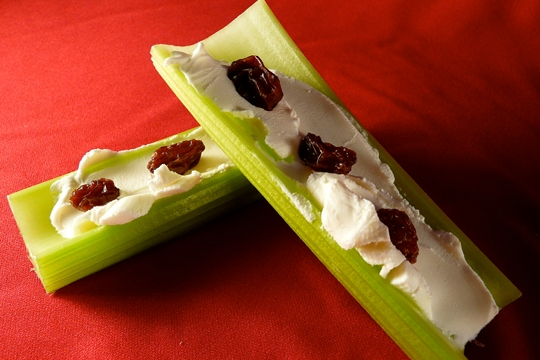
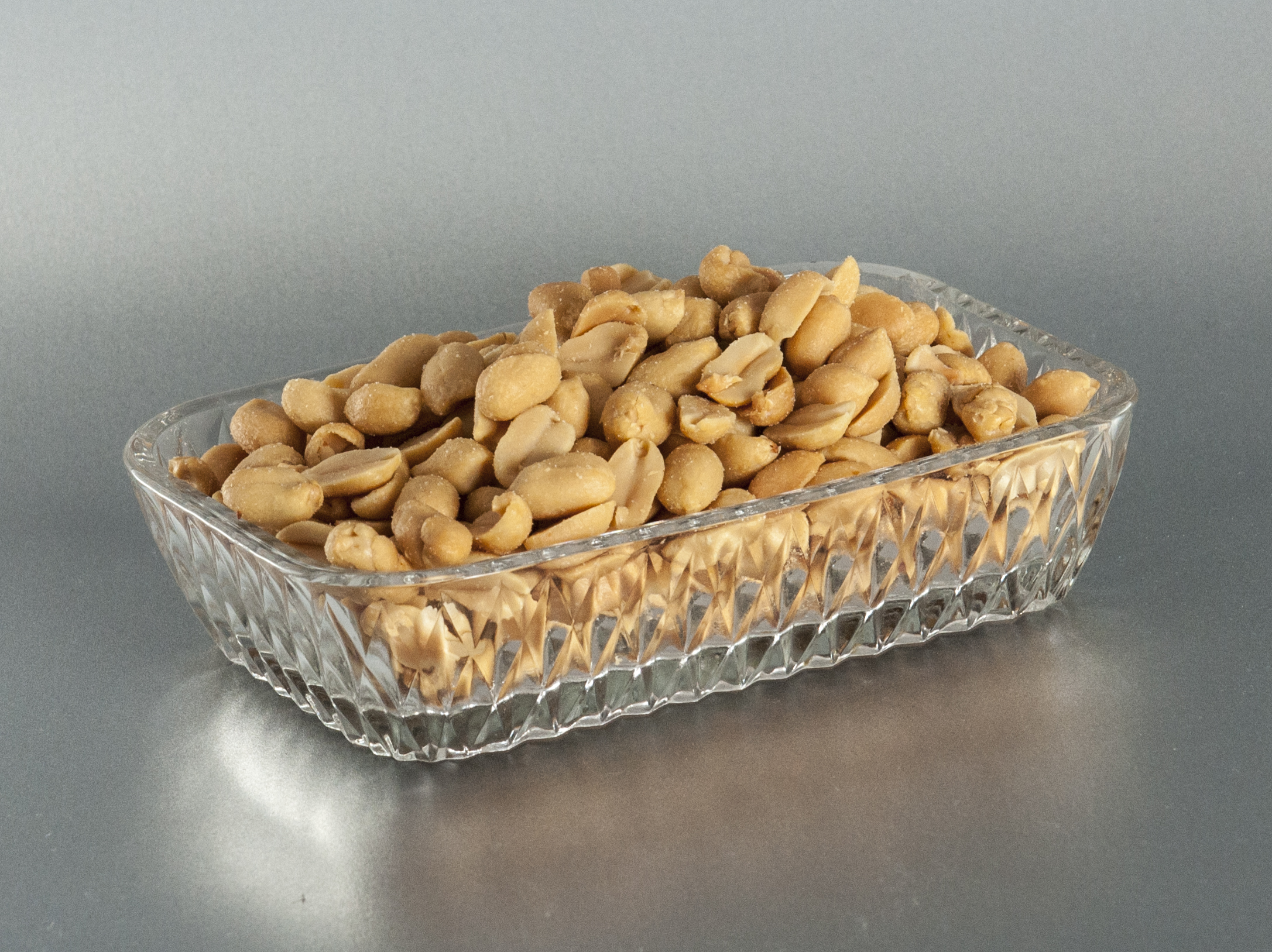
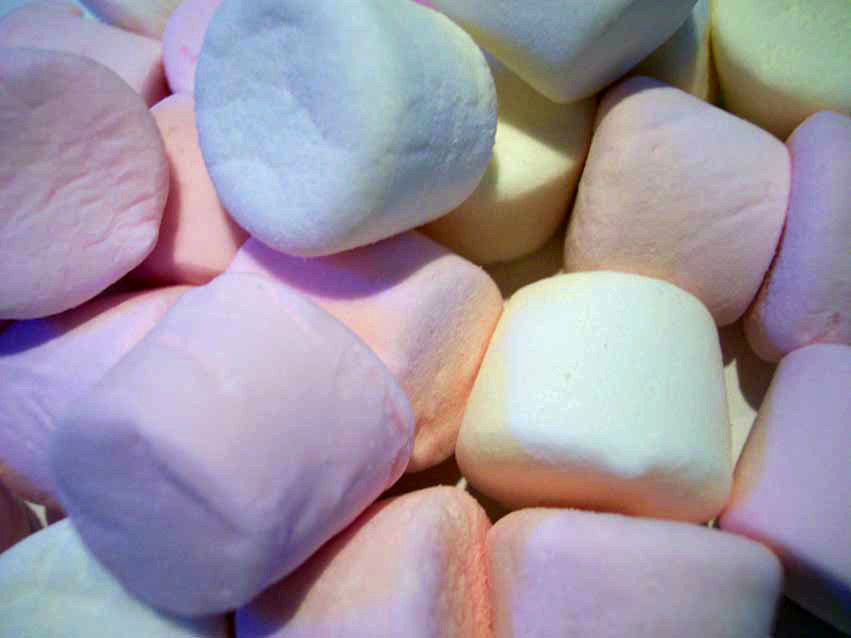

## انواع
- چیپس سیب زمینی
- پاپ کورن
- پفک
- شکلات
- بستنی
- تافی
- ویفر
- تخمه
- مارشمالو
- محصولات بوداده غیر از پاپ کورن